# Daniele Masala
Daniele Masala, né le 12 février 1955 à Rome en Italie, est un pentathlonien italien.
Lors des Jeux olympiques d'été de 1984 à Los Angeles il remporte la médaille d'or de l'épreuve individuelle et de l'épreuve par équipes avec ses compatriotes Pierpaolo Cristofori et Carlo Massullo. Quatre ans après lors des Jeux de Séoul en 1988 il gagne la médaille d'argent par équipes avec Carlo Massullo et Gianluca Tiberti.

## Hommage
Le 7 mai 2015, en présence du président du Comité national olympique italien (CONI), Giovanni Malagò, a été inauguré  le Walk of Fame du sport italien dans le parc olympique du Foro Italico de Rome, le long de Viale delle Olimpiadi. 100 tuiles rapportent chronologiquement les noms des athlètes les plus représentatifs de l'histoire du sport italien. Sur chaque tuile figure le nom du sportif, le sport dans lequel il s'est distingué et le symbole du CONI. L'une de ces tuiles lui est dédiée .

## Palmarès

### Jeux olympiques
En trois participations aux Jeux olympiques d'été, Daniele Masala remporte trois médailles dont deux en or obtenues lors des Jeux de Los Angeles en 1984. En 1988 il remporte la médaille d'argent par équipes.
| Épreuve     | Édition       | Édition     | Édition          | Édition       |
| Épreuve     | Montréal 1976 | Moscou 1980 | Los Angeles 1984 | Séoul 1988    |
| Individuel  | 4e 5 433      | -           | Or 5 469         | 10e 5 152     |
| Par équipes | 6e 15 031     | -           | Or 16 060        | Argent 15 571 |